# Pierwiastki pierwszego okresu
Pierwiastki pierwszego okresu – pierwiastki chemiczne znajdujące się w pierwszym rzędzie (tzw. okresie) układu okresowego pierwiastków. Pierwszy okres zawiera tylko dwa pierwiastki: wodór i hel. Stanowią one pod względem masy ok. 98% materii barionowej we Wszechświecie (oszacowanie oparte na zawartości pierwiastków w Drodze Mlecznej).
| Lp. | Symbol | Nazwa | Typ            | Konfiguracja elektronowa |
| --- | ------ | ----- | -------------- | ------------------------ |
| 1   | H      | wodór | niemetal       | 1s1                      |
| 2   | He     | hel   | gaz szlachetny | 1s2                      |

## Wodór
Wodór (łac. hydrogenium) – pierwiastek chemiczny, niemetal z bloku s układu okresowego. Jest to najprostszy możliwy pierwiastek o liczbie atomowej 1, posiadający jeden proton w jądrze i jeden elektron. Jest wyznacznikiem w szeregu aktywności metali, który dzieli metale na wypierające wodór ze związków i na niewypierające go.

## Hel
Hel (łac. helium) – pierwiastek chemiczny z grupy gazów szlachetnych w układzie okresowym. Jest po wodorze drugim najbardziej rozpowszechnionym pierwiastkiem chemicznym we Wszechświecie, jednak na Ziemi występuje wyłącznie w śladowych ilościach (4·10-7% w górnych warstwach atmosfery).